# Giacomo Antonio Mannini
Giacomo Antonio Mannini (Bologna, 23 agosto 1646 – Bologna, 10 febbraio 1742) è stato un pittore italiano  del barocco specializzato in quadratura.

## Biografia
Studiò con Andrea Monticelli e quindi con Domenico Santi. Assieme al ritrattista, Sigismondo Caula, Mannini dipinse (1701) la volta della chiesa di San Barnaba a Modena. L'affresco venne restaurato nel 1858. Dipinse anche la volta dell'Oratorio di san Sebastiano. Lavorò, con Marcantonio Chiarini, a realizzare decorazioni temporanee per le feste presso il Ducato di Modena. Suo fratello Angelo Michele lo aiutò a completare le decorazione della chiesa di San Bartolomeo a Modena.